# Kalsaka
Kalsaka là một tổng thuộc  tỉnh Yatenga ở phía bắc  Burkina Faso. Thủ phủ là thị xã Kalsaka. Dân số năm 2006 là 48.803 người.

## Các thị xã và làng xã
Barma–Mossi, Barma–Yarce, Bema–Mossi, Bema–Silmi–Mossi, Berenga–Foulbe, Berenga–Mossi, Berenga-Silmi-Mossi, Boulle, Derga, Gnimassoum-Foulbe, Gombre-Saaba, Gombre-Silmi-Mossi, Gonsin, Goungre-Tangaye, Guenda, Iria-Mossi, Iria-Yarce, Kalsaka-Foulbe, Kalsaka-Silmi-Mossi, Macere, Naradabaganga, Nema, Ouatinoma, Ouavousse-Mossi, Ouavousse-Silmi-Mossi, Ouembatinga, Ouembazaka, Ouilao, Outoum-Silmi-Mossi, Pouto-Yarce, Remene, Rima-Gouria, Rima-Mossi, Rondo, Rondoma-Mossi, Rondoma-Silmi-Mossi, Rongabanko, Sacre-Mossi, Sacre-Yarce, Soulli, Tapre-Mossi, Tapre-Silmi-Mossi, Tibtenga, Tilligui, Touko, Touma, Toumouni, Zamdogo và Zongo.